# Аполоний Тиански
Вижте пояснителната страница за други личности с името Аполоний.
Аполоний Тиански (на гръцки: Ἀπολλώνιος ὁ Τυανεύς) е древногръцки философ, неопитагореец. Роден е в планинската местност Тиана, в Кападокия, Мала Азия. Точните дати за неговото раждане и смърт са неизвестни и се педполагат от 3 г. пр.н.е. до 98 г.; това го прави със сигурност обаче съвременник на Исус Христос. Легенди за него се разказват още в античността, както свидетелства написаната от Филострат книга Животът на Аполон Тиански.
Роден е в заможно семейство и отрано се увлича от философия. Оставя цялото си наследство на своите братя и до дълбока старост посвещава живота си на странстване. Прави пътешествия в цяла Мала Азия. Посещава също така Испания, Италия и Гърция.